# خدرنق مختصر
خدرنق مختصر (الاسم العلمي: Cheiracanthium abbreviatum) هو نوع من العنكبوتيات يتبع جنس الخدرنق من الفصيلة العناكب الكيسية.